# Louise-Michelle Sauriol
Pour les articles homonymes, voir Sauriol.
Louise-Michelle Sauriol est une écrivaine québécoise, née le 11 octobre 1938 à Montréal. 
Elle est l'auteur de plusieurs romans populaires au Québec.

## Études
Louise-Michelle Sauriol a étudié en orthophonie à l'Université de Montréal. 

## Sa carrière
Alors qu'elle exerce sa profession d'orthophoniste, Louise-Michelle Sauriol écrit des histoires adaptées aux enfants qu'elle rencontre. Elle publie ensuite quelques programmes de langage, puis se lance dans l'écriture de contes et de romans pour la jeunesse. 
Elle publie ensuite quelques nouvelles, puis encore des contes et des romans pour les jeunes, les adolescents et les jeunes adultes. Louise-Michelle Sauriol est membre de l'UNEQ, de l'AÉQJ ( Association des écrivains pour la jeunesse) et de Communication Jeunesse. Elle a effectué plusieurs tournées littéraires au Québec et au Canada. 

## Œuvres

### Romans
. Carnaval écarlate, Ado +, du Phœnix, 2018.
. La falaise aux mille secrets, coll. Oiseau-mouche, série Les explorateurs du lac mammouth, tome 3, du Phœnix, 2017.
.  La licorne au fil d'or, coll. Sésame, Pierre Tisseyre, 2015.
. Mission Chouette, coll. Oiseau-mouche, série Les explorateurs du lac Mammouth, tome 2, du Phœnix, 2015.
. Le mystère du trésor noir, roman jeunesse, Des Plaines, 2014.
. Le trophée orange, coll. Oiseau-mouche, série Les explorateurs du lac Mammouth, tome 1, du Phœnix, 2014.
.  Picolette à la chasse au fantôme, coll. Sésame, série Jérémie, Pierre Tisseyre, 2014.
.  La caverne à histoires, coll. Sésame, série Jérémie, Pierre Tisseyre, 2012.
. Les fiancés de Gdansk, coll. 15 ans + , du Phœnix, 2012.
. Petite Gabrielle deviendra grande, biographie romancée de Gabrille Roy, Des Plaines, 2010.
Mention d'honneur 2011, Communications et Société
. Le chevalier de Trois-Castors, série Jérémie, coll. Sésame, Pierre Tisseyre, 2009
. Odyssée troublante à la pointe claire, coll. Papillon, Pierre Tisseyre, 2008
- Tableau meurtrier, coll. Atout, Hurtubise HMH, 2006.
- Les aventures du Géant Beaupré, éd. Des Plaines, 2006
- L'équipée fantastique, roman de l'Aube, éd. Soleil de minuit, 2005
- Un été dans les galaxies, coll. Sésame, éd. Pierre Tisseyre, 2005
- Margot et la fièvre de l'or, éd. Des Plaines, 1997-2004 (réédition)
- Jérémie et le vent du large, coll. Sésame, éd. Pierre Tisseyre, 2003.
- Le bâton ensorcelé, coll. roman de l'aube, éd. Soleil de minuit, 2003.
- Le parfum de la dame aux colliers, coll. Ado, éd. Vents d'Ouest, 2003.
- Mine et l'étoile de Noël, coll. Les petits loups, éd. Le Loup de gouttière, 2003.
- La momie de tante Claudine, éd. Le Loup de gouttière, coll. Les petits loups, 2002.
- Alerte dans la rue, éd. Le Loup de gouttière, coll. Les petits loups, 2002.
- Terre de glaces, Éd. du soleil de minuit, coll. roman jeunesse, 2002. ( Sélection 2011, IBBY Outstanding Books for Young People with Disabilities.)
- L'espion du 307, coll. Ado, Vents d'Ouest, 2001. Finaliste au Prix Arthur Ellis 2002, section française.
- Un samedi en Amazonie, coll. Les petits loups, éd. Le Loup de gouttière, 2001.
- Dragon noir et fleurs de vie, coll. Ado, Vents d'ouest, 2001.
- Le couteau magique, coll. roman de l'aube, Éd. du Soleil de minuit, 2000.
- Une araignée au plafond, coll. Sésame, éd. Pierre Tisseyre, 2000.
- Mystère et gouttes de pluie, coll. Petits loups, éd. Le loup de gouttière, 2000.
- Tempête d'étoile et couleurs de lune, roman, coll. Ado, éd. Vents d'Ouest, 1999.
- Kaskabulles de Noël, roman, coll. Sésame, éd. Pierre Tisseyre, 1998 (cahier d'activités disponible).
- Le Cri du grand corbeau, roman, coll. Conquêtes, éd. Pierre Tisseyre, 1997.

### Contes
.  Les belles intrépides, contes du fleuve, coll. Inter, Boréal, 2009.
- Amour, toujours amour!  Hurtubise HMH, coll. Atout, 2005.
- Siara et l'oiseau d'amour, éd. du soleil de minuit, coll. Album du crépuscule, 2002.
- La révolte des ours polaires, illustré par Daniela Zekina, traduit en innuttitut, Soleil de minuit, 2007.

### Nouvelles
- Dingue à sonner les cloches !, in Histoires de fous, collectif de l'AEQJ, éditions Vents d'Ouest, 2007.
- Cyber-Robin ou le détrousseur amoureux, in Virtuellement vôtre, collectif de l'AEQJ, éd. Vents d'Ouest, 2004.
- La course à obstacles, in Les nouvelles du sport, collectif de l'AEQJ, coll. Girouette, éd. Vents d'Ouest, 2003.
- Les foufounes blanches, in Petites malices et grosses bêtises, collectif de l'AEQJ, coll. Conquêtes, éd. Pierre Tisseyre, 2001.
- L'aiyagouk ensorcelé, nouvelle, collectif pour l'AEQJ, coll. Papillon, éd. Pierre Tisseyre, 1999.
- Nordik Express, nouvelle, collectif de l'AEQJ, coll. Conquêtes, éd. Pierre Tisseyre, 1997.

### Récit
- Les trouvailles d'Adami, album du Crépuscule, éditions du Soleil de minuit, 2004

## Sources
- Biographie sur dramaction.qc.ca
- Biographie sur litterature.org